# Prašivá (Nízké Tatry)
Prašivá je holnatý vrch v západní části Ďumbierských Tater o nadmořské výšce 1652 m ležící na jejich hlavním hřebeni.
Nachází se nad obcemi Hiadeľ, Medzibrod a osadou Korytnica a je nejzápadnějším vrchem hřebene Nízkých Tater. Vrcholem prochází Cesta hrdinů SNP z Donoval na Chopok, na kterou se v Hiadeľském sedle připojují chodníky z Hiadeľ a Korytnice.

## Přístup
- po  značce (turistická magistrála Cesta hrdinů SNP):
  - Z východu od Veľké Chochuľe (1753 m)
  - Ze západu z Donoval přes Hiadeľské sedlo
- po  značce přes Hiadeľské sedlo:
  - z jižní (horehronské) strany z obce Hiadeľ
  - ze severní (liptovské) strany z osady Korytnica